# Тейлорсвілл (Північна Кароліна)
Тейлорсвілл (англ. Taylorsville) — місто (англ. town) в США, в окрузі Александер штату Північна Кароліна. Населення — 2320 осіб (2020).

## Географія
Тейлорсвілл розташований за координатами 35°55′0″ пн. ш. 81°10′33″ зх. д. / 35.91667° пн. ш. 81.17583° зх. д. (35.916779, -81.175951).  За даними Бюро перепису населення США в 2010 році місто мало площу 6,14 км², з яких 6,13 км² — суходіл та 0,01 км² — водойми.

## Демографія
Згідно з переписом 2010 року, у місті мешкало 2098 осіб у 874 домогосподарствах у складі 468 родин. Густота населення становила 342 особи/км².  Було 1026 помешкань (167/км²).
Расовий склад населення:
| - 80,8 % — білих - 13,0 % — чорних або афроамериканців - 1,3 % — азіатів - 0,1 % — корінних американців - 2,6 % — осіб інших рас |

До двох чи більше рас належало 2,0 %. Частка іспаномовних становила 6,3 % від усіх жителів.
За віковим діапазоном населення розподілялося таким чином: 21,8 % — особи молодші 18 років, 53,2 % — особи у віці 18—64 років, 25,0 % — особи у віці 65 років та старші. Медіана віку мешканця становила 43,5 року. На 100 осіб жіночої статі у місті припадало 82,6 чоловіків;  на 100 жінок у віці від 18 років та старших — 76,0 чоловіків також старших 18 років.
Середній дохід на одне домашнє господарство  становив 38 333 долари США (медіана — 23 500), а середній дохід на одну сім'ю — 48 112 долари (медіана — 31 458). За межею бідності перебувало 31,6 % осіб, у тому числі 52,5 % дітей у віці до 18 років та 23,1 % осіб у віці 65 років та старших.
Цивільне працевлаштоване населення становило 675 осіб. Основні галузі зайнятості: виробництво — 34,7 %, освіта, охорона здоров'я та соціальна допомога — 22,5 %, науковці, спеціалісти, менеджери — 12,9 %, фінанси, страхування та нерухомість — 6,2 %.